# Diocesi di Rosella
La diocesi di Rosella (in latino: Dioecesis Rosellana) è una diocesi soppressa e sede vescovile titolare della Chiesa cattolica.

## Storia
Rosella, vicino all'antica città romana di Sentinum, nei pressi di Sassoferrato (provincia di Ancona), è attestata come sede vescovile in alcuni testi agiografici tardivi.
In una Vita di san Rinaldo di Nocera Umbra († 1217), si narra che, devastata l'Italia dalle incursioni dei Goti, il papa, di cui non è fatto il nome, eresse la diocesi di Rosella (episcopatus Rosellae). Nel Lezionario di San Facondino, datato nella sua stesura definitiva al XIV secolo, si ripete la medesima annotazione: Pontifex summus... misit tres sapientes... ut unus preesset episcopus in Tadinato... alius in Rosella... et alius in Usente parva.
Gams e Cappelletti assegnano a questa diocesi alcuni vescovi: Ramperto nell'826, Ottone nell'861, Radaldo nel 967, Raniero nel 1015 e Gerardo nel 1059. Tuttavia gli stessi vescovi sono assegnati dai due autori anche alla diocesi di Roselle in Toscana. Autori recenti attribuiscono questi vescovi alla diocesi toscana e non a quella marchigiana.
Dal 2018 è annoverata tra le sedi vescovili titolari della Chiesa cattolica; dal 15 ottobre 2024 l'arcivescovo, titolo personale, titolare è Simón Bolívar Sánchez Carrión, nunzio apostolico di Honduras.

## Cronotassi dei vescovi titolari
- Juan Manuel Cuá Ajacum (27 marzo 2021 - 15 aprile 2023 nominato vescovo di Quiché)
- Simón Bolívar Sánchez Carrión, dal 15 ottobre 2024